# Sacciolepis myosuroides
Sacciolepis myosuroides är en gräsart som först beskrevs av Robert Brown, och fick sitt nu gällande namn av Aimée Antoinette Camus. Sacciolepis myosuroides ingår i släktet Sacciolepis och familjen gräs. IUCN kategoriserar arten globalt som livskraftig. Inga underarter finns listade i Catalogue of Life.